# Petite Sœur (film, 2020)
Pour plus de détails, voir Fiche technique et Distribution.
Petite Sœur (Schwesterlein) est un film suisse réalisé par Stéphanie Chuat et Véronique Reymond, sorti en 2020.
Il est sélectionné en compétition officielle à la Berlinale 2020,.

## Synopsis
Lisa, une dramaturge allemande, est partie vivre en Suisse pour se consacrer à sa famille. Son frère jumeau, Sven, est un célèbre acteur de théâtre qui préparait Hamlet mais doit abandonner son rôle car il est atteint de leucémie. Lisa se rapproche de lui et se bat pour qu'il puisse remonter sur scène, ce qui la renvoie à ses premières ambitions.

## Fiche technique
- Titre : Petite Sœur
- Titre original : Schwesterlein
- Réalisation et scénario : Stéphanie Chuat et Véronique Reymond
- Décors : Marie-Claude Lang-Brenguie
- Costumes : Anne Van Brée
- Photographie : Filip Zumbrunn
- Montage : Myriam Rachmuth
- Musique : Christian Garcia
- Pays d'origine : Suisse
- Format : Couleurs - 35 mm
- Genre : drame
- Dates de sortie : 
  - Suisse : 3 septembre 2020 (CH-D), 16 septembre 2020 (CH-F)
  - France : 6 octobre 2021

## Distribution
- Nina Hoss : Lisa
- Lars Eidinger : Sven
- Marthe Keller : Kathy
- Jens Albinus : Martin
- Thomas Ostermeier : David
- Isabelle Caillat : la directrice générale adjointe
- Paulo dos Santos : le docteur

## Distinction

### Sélection
- Berlinale 2020 : sélection officielle, en compétition